# Mount Dart
Der Mount Dart ist ein 1695 m hoher Berg im ostantarktischen Mac-Robertson-Land. In der Athos Range der Prince Charles Mountains ragt er 2,5 km südöstlich des Mount Dwyer auf.
Luftaufnahmen, die 1965 im Rahmen der Australian National Antarctic Research Expeditions (ANARE) entstanden, dienten seiner Kartierung. Das Antarctic Names Committee of Australia (ANCA) benannte ihn nach John Robert Dart, Funker einer ANARE-Mannschaft zur Erkundung der Prince Charles Mountains im Jahr 1969.